# Анита Влодарчик
Анита Влодарчик (пољ. Anita Włodarczyk; рођена 8. августа 1985.) је пољска атлетичарка и актуелна светска рекордерка у бацању кладива. Трострука је олимпијска шампионка: 2012, 2016. и 2020. године и прва жена у историји која је бацила кладиво преко 80 метара. Њен светски рекорд за жене од 82,98 метара постигнут је 28. августа 2016.

## Светски рекорд у бацању кладива

### Први светски рекорд
Дана 22. августа 2009. године, током Светског првенства у атлетици у Берлину, Немачка, Влодарчик је поставила светски рекорд у бацању кладива хицем од 77,96 м.

### Други светски рекорд
У Бидгошћу 6. јуна 2010. је оборила свој светски рекорд даљином од 78,30 м. Исте године освојила је бронзу на Европском првенству у атлетици. Завршила је без медаље на Светском првенству у атлетици 2011. године, заузевши на крају пето место.
Влодарчик је 2014. године освојила Европско првенство хицем од 78,76 м, што је тада био рекорд шампионата и национални рекорд Пољске.

### Трећи светски рекорд
1. августа 2015. Влодарчик је поставила нови светски рекорд хицем од 81,08 м и тада је постала прва жена која је бацила кладиво преко 80 метара. Исте године освојила је златну медаљу на Светском првенству у Пекингу, још једном бацивши кладиво преко 80 метара.

### Четврти светски рекорд
Влодарчик је 15. августа 2016. освојила златну медаљу на Олимпијским играма у Рију, поставивши нови светски рекорд хицем од 82,29 м.

### Пети светски рекорд
28. августа 2016. бацила је у Варшави 82,98 м, само две недеље након Олимпијских игара. у Рију. Овај резултат је актуелни светски рекорд у бацању кладива.

## Три узастопне златне олимпијске медаље
На Летњим олимпијским играма 2012 . освојила је сребрну медаљу хицем од 77,60 м. Дана 11. октобра 2016., ретроактивно јој је додељено злато након што је Рускињи Татјани Лисенко одузета медаља због позитивног тестирања на допинг.  
На Летњим олимпијским играма 2020. победила је у бацању кладива са 78,48 м. Влодарчик је једина жена која је победила на овом такмичењу три пута заредом (у мушкој конкуренцији, то је урадио само Џон Фланаган, победивши на Летњим олимпијским играма 1900, 1904. и 1908.). Она је такође прва жена која је три пута узастопно победила у појединачној атлетској дисциплини на Олимпијским играма. Са три златне олимпијске медаље, она је на трећем месту на табели медаља свих времена међу пољским спортистима који су се такмичили на Летњим олимпијским играма, иза брзог ходача Роберта Коржењовског и спринтерке Ирене Шевинске.

## Међународна такмичења
| Година | Такмичење                                 | Место                        | Позиција | Дисциплина     | Резултат | Белешка     |
| ------ | ----------------------------------------- | ---------------------------- | -------- | -------------- | -------- | ----------- |
| 2007.  | Европско првенство за млађе сениоре       | Дебрецин, Мађарска           | 9.       | Бацање кладива | 63,74 м  |             |
| 2008.  | Зимски куп Европе у бацачким дисциплинама | Сплит, Хрватска              | 1.       | Бацање кладива | 71,84 м  |             |
| 2008.  | Олимпијске игре                           | Пекинг, Кина                 | 4.       | Бацање кладива | 71,56 m  |             |
| 2008.  | Светска атлетика - финале                 | Штутгарт, Немачка            | 3.       | Бацање кладива | 70,97 м  |             |
| 2009.  | Европско екипно првенство                 | Леирија, Португалија         | 1.       | Бацање кладива | 75,23 м  |             |
| 2009.  | Светско првенство                         | Берлин, Немачка              | 1.       | Бацање кладива | 77,96 м  | СР, ЕР, РСП |
| 2010.  | Европско првенство                        | Барселона, Шпанија           | 3.       | Бацање кладива | 73,56 м  |             |
| 2011.  | Светско првенство                         | Даегу, Јужна Кореја          | 5.       | Бацање кладива | 73,56 м  |             |
| 2012.  | Европско првенство                        | Хелсинки, Финска             | 1.       | Бацање кладива | 74,29 м  |             |
| 2012.  | Олимпијске игре                           | Лондон, Уједињено Краљевство | 1.       | Бацање кладива | 77,60 м  |             |
| 2013.  | Светско првенство                         | Москва, Русија               | 1.       | Бацање кладива | 78,46 м  |             |
| 2013.  | Франкофонске игре                         | Ница, Француска              | 1.       | Бацање кладива | 75,62 м  |             |
| 2014.  | Европско првенство                        | Цирих, Швајцарска            | 1.       | Бацање кладива | 78,76 м  | РЕП         |
| 2014.  | Континентални куп                         | Маракеш, Мароко              | 1.       | Бацање кладива | 75,21 м  |             |
| 2015.  | Светско првенство                         | Пекинг, Кина                 | 1.       | Бацање кладива | 80,85 м  | РСП         |
| 2016.  | Европско првенство                        | Амстердам, Холандија         | 1.       | Бацање кладива | 78,14 м  |             |
| 2016.  | Олимпијске игре                           | Рио де Жанеиро, Бразил       | 1.       | Бацање кладива | 82,29 м  | СР, ОР, ЕР  |
| 2017.  | Светско првенство                         | Лондон, Уједињено Краљевство | 1.       | Бацање кладива | 77,90 м  |             |
| 2018.  | Светски куп                               | Лондон, Уједињено Краљевство | 1.       | Бацање кладива | 78,74 м  |             |
| 2018.  | Европско првенство                        | Берлин, Немачка              | 1.       | Бацање кладива | 78,94 м  |             |
| 2021.  | Олимпијске игре                           | Токио, Јапан                 | 1.       | Бацање кладива | 78,48 м  |             |
| 2023.  | Светско првенство                         | Будимпешта, Мађарска         | 13.      | Бацање кладива | 71,17 м  |             |
| 2024.  | Европско првенство                        | Рим, Италија                 | 2.       | Бацање кладива | 72,92 м  |             |
| 2024.  | Олимпијске игре                           | Париз, Француска             | 4.       | Бацање кладива | 74,23 м  |             |